# 罗曼·亚列姆丘克
罗曼·奥列戈维奇·亚列姆丘克（1995年11月27日—）是一位烏克蘭職業足球員，司職前鋒。目前效力於希臘足球超級聯賽球隊奥林匹亚科斯，同時也是現今烏克蘭國家足球隊的成員。

## 俱樂部生涯

### 本菲卡
2021年7月31日，本菲卡宣布以1700萬歐元簽下亞列姆丘克，並簽署為期五年的合約。

### 巴伦西亚
2023年9月1日，巴伦西亚足球俱乐部官方宣布亚列姆丘克将租借加盟该队一年。

## 國家隊生涯
亞列姆丘克於2020年歐洲國家盃代表烏克蘭出賽，於小組賽中對上荷蘭與北馬其頓均獲進球。

## 外部連結
- Soccerway資料庫：罗曼·亚列姆丘克
- 罗曼·亚列姆丘克在 National-Football-Teams.com 上的出场纪录